# Friederike Brion

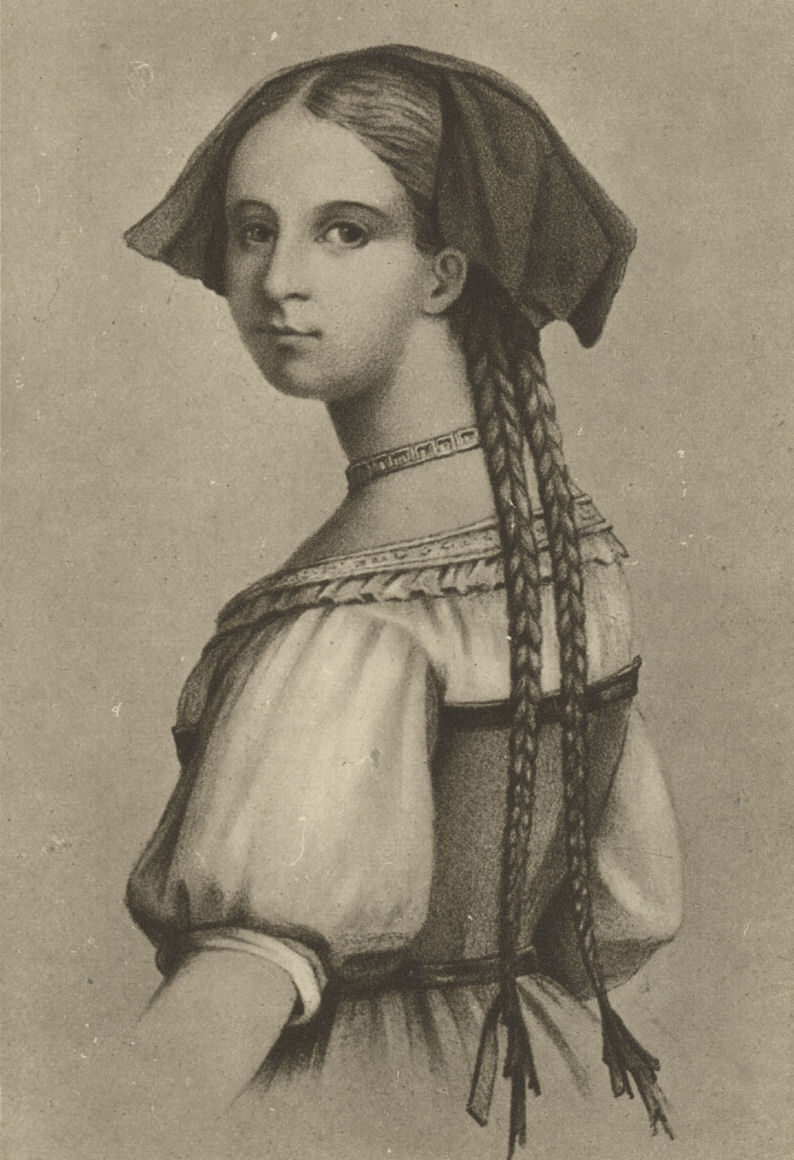
Friederike Brion con el traje regional alsaciano.

Friederike Brion (nacida posiblemente el 19 de abril de 1752 en Niederrödern, Alsacia; fallecida el 3 de abril de 1813 en Meißenheim, Baden) fue la hija de un religioso alsaciano. Es conocida por su breve pero intenso romance con el joven Johann Wolfgang von Goethe. Goethe dedicó a su amada una serie de poemas y canciones llamadas Sesenheimer Lieder (entre otras la popular "Heideröslein"), que a menudo se asocian con el comienzo del movimiento conocido como Sturm und Drang.
- Datos: Q464027
- Multimedia: Friederike Brion / Q464027